# 新しい波16
『新しい波16』（あたらしいなみじゅうろく）は、2008年10月13日から2009年3月16日までフジテレビで放送されていたバラエティ番組。略称『なみいろ』。

## 概要
「次世代のお笑い芸人の発掘」というコンセプトのもと、毎回原則1組の若手お笑い芸人が登場し、ネタを披露する。1992年から1993年まで放送された『新しい波』（『めちゃ×2イケてるッ!』（以下『めちゃイケ』）の源流）、2000年から2001年まで放送された『新しい波8』（『はねるのトびら』（以下『はねトび』）の源流）の系譜を引き継いでおり、タイトルは『新しい波8』の8年後を意味する。
『めちゃイケ』の総監督で『はねトび』の監修でもある片岡飛鳥が企画を担当し、『めちゃイケ』のプロデューサーである中嶋優一がプロデューサーを担当。スタッフは「波十六楽坊」（女子十二楽坊をもじったもの。「おだいばZ会」「波8組」に相当）と呼ばれている。
『新しい波』『新しい波8』の放送当時と違い、お笑い番組や若手芸人が飽和状態であり、これから世に出ようとする芸人にとって厳しい現状を砂漠に例えている。そのため司会のウエンツ瑛士は第2回よりアラブ人風の衣装を着せられている。
8年後の2016年12月28日、特別番組枠で『新しい波24』のパイロット版が放送され、翌年2017年4月からレギュラー放送がスタートした。

## 構成
白いテントのようなセットの中、ウエンツの自由なオープニングトーク（主にスタッフネタ）があり、そのトークに繋がるようなナレーションのついたオープニングアニメーションが流れ番組は開始する。
再びテントの中、出演者の簡単な紹介をして背後のカーテンをめくり、舞台セットのある客席の一番後ろに座って開始の合図を出すと、照明が落ち拍手と共にネタが始まる。ネタを終えた出演者は舞台から客席中央に設けられた小さなステージに移動し、ウエンツとのエンディングトークで終了する。
番組終了前に出演者の中からオレンジサンセット・ヒカリゴケ・少年少女・ニッチェ・かまいたち・しゃもじが選抜され、この6組を主役とした後続番組『ふくらむスクラム!!』が決定した。

## 出演者
- 司会
  - ウエンツ瑛士
- 若手芸人
  - 放送リスト参照
- ナレーター
  - 中村光宏（フジテレビアナウンサー）

## 放送リスト
| 放送回 | 放送日         | 出演者                                                                                       | 所属事務所 | 備考                                           |
| ------ | -------------- | -------------------------------------------------------------------------------------------- | --- | ---------------------------------------------- |
| 第1回  | 2008年10月13日 | 西山喜久恵（アナウンサー） TKO                                                               | TKOは松竹芸能 | 『新しい波』『新しい波8』を振り返るVTR・トーク |
| 第2回  | 2008年10月20日 | バース                                                                                       | よしもとクリエイティブ・エージェンシー 東京 | テレビ初出演 レギュラー初のコントを披露        |
| 第3回  | 2008年10月27日 | 井下好井                                                                                     | よしもとクリエイティブ・エージェンシー 東京 | レギュラー初の漫才を披露                       |
| 第4回  | 2008年11月3日  | S×L                                                                                          | プロダクション人力舎 |                                                |
| 第5回  | 2008年11月10日 | キンデルダイク                                                                               | よしもとクリエイティブ・エージェンシー 大阪 |                                                |
| 第6回  | 2008年11月17日 | ジューシーズ                                                                                 | よしもとクリエイティブ・エージェンシー 東京 |                                                |
| 第7回  | 2008年11月24日 | 鎌鼬                                                                                         | よしもとクリエイティブ・エージェンシー 大阪 |                                                |
| 第8回  | 2008年12月1日  | ゆったり感                                                                                   | よしもとクリエイティブ・エージェンシー 東京 |                                                |
| 第9回  | 2008年12月8日  | ヒカリゴケ                                                                                   | 松竹芸能 | 他の回とは違い、漫才のみ披露                   |
| 第10回 | 2008年12月15日 | アルコ&ピース                                                                                | SMA NEET Project |                                                |
| 第11回 | 2009年1月5日   | 矢じるし パンチライン                                                                        | ケイダッシュステージ よしもとクリエイティブ・エージェンシー 東京 | 新しすぎる波SP（放送枠は通常）                 |
| 第12回 | 2009年1月12日  | ピーナッツパン 少年少女 相方不在                                                             | プロダクション人力舎 よしもとクリエイティブ・エージェンシー 東京 サンズエンタテインメント | 女芸人が3組出演                                |
| 第13回 | 2009年1月19日  | グランジ                                                                                     | よしもとクリエイティブ・エージェンシー 東京 |                                                |
| 第14回 | 2009年1月26日  | 銀シャリ ササラモサラ                                                                        | よしもとクリエイティブ・エージェンシー 大阪 よしもとクリエイティブ・エージェンシー 東京 | 東西吉本漫才対決                               |
| 第15回 | 2009年2月2日   | チョコレートプラネット                                                                       | よしもとクリエイティブ・エージェンシー 東京 |                                                |
| 第16回 | 2009年2月9日   | ライス かたつむり                                                                            | よしもとクリエイティブ・エージェンシー 東京 | 炎のライバル対決SP!!（放送枠は通常）           |
| 第17回 | 2009年2月16日  | クロンモロン 83幕府                                                                          | 浅井企画 ワタナベエンターテインメント |                                                |
| 第18回 | 2009年2月23日  | バンビーノ キムチとライス                                                                    | よしもとクリエイティブ・エージェンシー 大阪 NSC大阪校31期在学生 |                                                |
| 第19回 | 2009年3月2日   | ソメイヨシノ しゃもじ                                                                        | よしもとクリエイティブ・エージェンシー 大阪 ヴィジョンファクトリー |                                                |
| 第20回 | 2009年3月9日   | オレンジサンセット ニッチェ                                                                  | 無所属 J･D･W |                                                |
| 第21回 | 2009年3月17日  | オレンジサンセット ヒカリゴケ 少年少女 鎌鼬 しゃもじ ニッチェ バース キムチとライス 銀シャリ | 無所属 松竹芸能 よしもとクリエイティブ・エージェンシー 東京 よしもとクリエイティブ・エージェンシー 大阪 ヴィジョンファクトリー J･D･W よしもとクリエイティブ・エージェンシー 東京 NSC大阪校31期在学生 よしもとクリエイティブ・エージェンシー 大阪 | 選抜メンバーによるトークスペシャル             |

## ネット局と放送時間
| 放送地域       | 放送局              | 放送日時         | 放送日遅れ |
| -------------- | ------------------- | ---------------- | ---------- |
| 関東広域圏     | フジテレビ          | 月曜 24:45-25:10 | 制作局     |
| 岩手県         | 岩手めんこいテレビ  | 月曜 24:45-25:10 | 同時ネット |
| 宮城県         | 仙台放送            | 月曜 24:45-25:10 | 同時ネット |
| 北海道         | 北海道文化放送      | 木曜 25:10-25:35 | 10日遅れ   |
| 福島県         | 福島テレビ          | 水曜 24:35-25:00 | 16日遅れ   |
| 新潟県         | 新潟総合テレビ      | 水曜 24:35-25:00 | 9日遅れ    |
| 中京広域圏     | 東海テレビ          | 金曜 25:30-25:55 | 11日遅れ   |
| 沖縄県         | 沖縄テレビ          | 水曜 25:10-25:35 | 30日遅れ   |
| 山形県         | さくらんぼテレビ    | 木曜 24:35-25:00 | 10日遅れ   |
| 長野県         | 長野放送            | 月曜 24:35-25:00 | -          |
| 石川県         | 石川テレビ          | 月曜 25:40-26:05 | 21日遅れ   |
| 静岡県         | テレビ静岡          | 月曜 24:45-25:15 | 21日遅れ   |
| 近畿広域圏     | 関西テレビ          | 火曜 25:05-25:29 | 8日遅れ    |
| 岡山県・香川県 | 岡山放送            | 水曜 25:40-26:10 | 16日遅れ   |
| 広島県         | テレビ新広島        | 月曜 24:35-25:00 | 21日遅れ   |
| 佐賀県         | サガテレビ          | 月曜 24:35-25:00 | -          |
| 熊本県         | テレビ熊本          | 月曜 24:35-25:00 | -          |
| 福岡県         | テレビ西日本        | 水曜 24:50-25:15 | 9日遅れ    |
| 長崎県         | テレビ長崎          | 火曜 25:15-25:45 | -          |
| 大分県         | 大分放送（TBS系列） | 火曜 25:24-25:49 | -          |

## 波十六楽坊（スタッフ）
- TD：藤本敏行
- SW：宮崎健司
- カメラ：矢代祐一
- VE：土井理沙
- 音声：加瀬悦史
- 照明：西野大介 (FLT)
- 音響効果：丸山善之（デジタルサーカス）
- 編集：渕真悟（ミディアルタ）
- MA：鈴木久美子 (IMAGICA)
- 美術プロデューサー：桐山三千代
- デザイン：宮川卓也
- 美術進行：村瀬大
- 大道具：松本達也
- 装飾：岡田寿也
- アクリル装飾：斎藤佑介
- 衣装：珍田諭華
- メイク：松本吉枝
- CG：鈴木鉄平
- TK：海老澤康子
- 編成：吉田豪
- 広報：鈴木麻衣子
- AP：大平智恵
- デスク：斉藤真理子
- 題字：ウエンツ瑛士
- 技術協力：ニユーテレス
- ディレクター：当麻晋三、中川将史、蜜谷浩弥、鈴木善貴、古澤光広
- プロデューサー：中嶋優一
- 企画：片岡飛鳥
- 制作著作：フジテレビ